# Ted Murphy
Ted Murphy, né le 30 octobre 1971, est un rameur américain.

## Palmarès

### Aviron aux Jeux olympiques
- 2000 à Sydney,  Australie
  -  Médaille d'argent en deux sans barreur[1]

### Championnats du monde d'aviron
- 1994 à Indianapolis,  États-Unis
  -  Médaille d'argent
- 1997 à Aiguebelette,  France
  -  Médaille de bronze